# La Cinq
«Ля Сенк» (фр. La Cinq — букв. «Пятёрка») — анонимное общество, вещавшее по французской 5-й программе с 20 февраля 1986 до 12 апреля 1992 года.

## Телевещательная деятельность компании
Программа телекомпании включала в себя два ежедневных выпуска телегазеты (полуденный и вечерний), общественно-политические, спортивные, развлекательные, детские и юношеские телепередачи, а также премьеры и повторы телефильмов и телесериалов. Собственные передающих и ретрансляционных телестанций не имела, арендуя их у компании «Теледиффюзьон де Франс».

## Владельцы
Телекомпания принадлежала:
- в 1985—1988 гг. — медиахолдингу «Фининвест»;
- в 1988—1990 гг. — Роберу Эрсану и медиахолдингу «Фининвест»;
- в 1990—1992 гг. — холдингу «Ашетт» и медиахолдингу «Фининвест».

## Руководство
Руководство телекомпанией осуществляли:
- административный совет;
- президент с полномочиями генерального директора и вице-президент с полномочиями генерального директора, которым подчинены генеральный директор и исполнительный генеральный директор.

## Подразделения
- Единица программ;
- Единица информации;
- Единица тележурналов и документалистики
- Единица спорта;
- Единица фикшена;
- Единица кино;
- Единица потока;
- Молодёжная единица.

## Активы
Телекомпании принадлежало
- Рекламное агентство «Режи 5» (Régie 5) осуществлявшее размещение рекламы в программе телекомпании.